# Hyperméstra (Mysliveček)
Hyperméstra (v italském originále L'Ipermestra) je italská opera ve třech jednáních od českého skladatele Josefa Myslivečka složená na libreto italského básníka Pietra Metastasia, poprvé zhudebněného roku 1744 Johannem Adolfem Hassem. Tato opera (a všechny ostatní Myslivečkovy opery) náleží k žánru vážné opery nazývanému v italštině opera seria.

## Vznik a historie díla
Hyperméstru uvedlo poprvé divadlo Teatro della Pergola ve Florencii dne 26. března 1769. Mysliveček se často zastavoval ve Florencii poté, co roku 1763 přijel z Prahy do Itálie, ale Hyperméstra byla prvním hudebně dramatickým dílem, které v tomto městě uvedl. Později zde premiéroval další dvě opery - Montezumu roku 1771 a Hadriána v Sýrii roku 1776 - a tři oratoria (Adamo ed Eva roku 1771, La passione roku 1773 a Isacco figura del redentore roku 1776). Hvězdou premiéry byl známý tenorista německého původu a Myslivečkův blízký přítel a spolupracovník Anton Raaff, který významně přispěl k úspěchu Myslivečkovy průlomové opery Bellerofontés roku 1767.
Novodobě byla uvedena Myslivečkova opera v Brně, a to nejprve koncertně 20. ledna 1970 v Besedním domě a 12. prosince 1986 poprvé i scénicky v Divadle Reduta. Brněnská inscenace byla součástí oslav 250. výročí narození Josefa Myslivečka.

## Osoby a první obsazení
| Osoba                                                                          | Hlasový obor     | Premiéra (17. března 1769) |
| ------------------------------------------------------------------------------ | ---------------- | -------------------------- |
| Danaios (Danao), král Arga                                                     | tenor            | Anton Raaff                |
| Hyperméstra (Ipermestra), Danaiova dcera, zamilována do Lynkea                 | soprán           | Elisabetta Teuber          |
| Lynkéos (Linceo), zamilovaný do Hyperméstry                                    | soprán (kastrát) | Adamo Solzi                |
| Elpiniké (Elpinice), Danaiova neteř, zamilována do Pleisthena                  | soprán           | Daniella Mienci            |
| Pleisthenés (Plestene), kníže Thesálie, zamilovaný do Elpiniké a přítel Lynkéa | soprán (kastrát) | Giuseppe Cicognani         |
| Adrastos (Adrasto), Danaiův důvěrník                                           | bas              | Filippo Bertocchini        |

## Děj opery

### 1. dějství
Princezna Hyperméstra si má vzít Lynkéa; je to sňatek z lásky a vše se zdá být na dobré cestě. Králi Danaiovi však bylo prorokováno, že jej Lynkéos zbaví života a trůnu. Požádá proto svou dceru, aby o svatební noci Lynkéa zavraždila. Vyděšená Hyperméstra je rozhodnuta nic takového neudělat, ovšem pokud by horkokrevnému Lynkéovi tento úklad vyzradila, jistě by se na jejím otci pomstil. Proto se Lynkéovi vyhýbá, což ihned způsobí jeho rozhořčení a pozdvižení u dvora. Adrastos přináší Danaiovi zprávu o Lynkéově duševním stavu a oba se obávají, že mu Hyperméstra otcův plán prozradila. Danaios je oba navzájem konfrontuje, k velkým útrapám své dcery, která nakonec prchá na pokraji šílenství. Danaios se nicméně přesvědčil, že Lynkéovi dosud nic nevyzradila, a nastávajícího zetě ujišťuje, že Hyperméstřino jednání je jen pomíjivým ženským vrtochem.

### 2. dějství
Danaios a Adrastos se znovu radí: Lynkéos hledá příčiny princeznina chování a mohl by se dovtípit pravdy. Bude lépe svést ho z pravé stopy rozšířením pověsti, že je mu Hyperméstra nevěrná. Mezitím bude vhodné sondovat u Elpiniké, která se na vražednici možná hodí lépe, a vyvolat u ní naděje na vládu a trůn. Danaios opět hovoří s Hyperméstrou, která jej různými argumenty přesvědčuje, aby od úmyslu zavraždit Lynkéa upustil, nakonec však rozhodně odmítne se na plánu účastnit. Danaios ji ovšem hrozbami směřovanými vůči ní i Lynkéovi donutí mlčet. Přesto se snaží prostřednictvím Pleisthena alespoň varovat Lynkéa, že mu hrozí nebezpečí, ten však nechce o ní ani od ní nic slyšet.
Danaios inscenuje novou schůzku Hyperméstry a Lynkéa. Hyperméstra se musí tvářit, že již Lynkéa nemiluje, a ukrytý Danaios na ni dohlíží. Lynkéos Hyperméstru zahrne výhrůžkami a obviněními, kterým se ona nemůže bránit; žádá jen Lynkéa, aby odešel a na ni zapomněl. Když však Lynkéos vyhrožuje sebevraždou, úpěnlivě jej zapřísahá, aby zůstal při životě. Lynkéos zůstává jejím chováním zmaten, ale dojat.

### 3. dějství
Ani sázka na Elpiniké Danaiovi nevyšla. Sotva byla požádána, aby splnila Hyperméstřin úkol, Elpiniké nejen nechala přes Pleisthena ihned informovat Lynkéa, ale okamžitě se svěřuje i Hyperméstře. Hyperméstra má strach, že se Lynkéos obrátí v pomstě proti jejímu otci. Když Lynkéa potká a vidí, že ještě není zpraven, přesvědčí jej o své lásce a jako důkaz lásky z jeho strany po něm žádá, aby ihned opustil Argos. Poté Lynkéa konečně dostihne Pleisthenés a zasvětí jej do celé situace. Na Pleisthénovo naléhání pak oba spolu s ozbrojenci táhnou na Danaia, zvláště když se dozví, že zajal a trýzní Hyperméstru.
Danaios je přesvědčen, že jej Hyperméstra prozradila, a vyčítá jí neposlušnost a nevděčnost. Když však vtrhnou Lynkéos a Pleisthenés, Hyperméstra se neohroženě staví na otcovu stranu a chrání jej vlastním tělem. Mezitím dorazí Adrastos s posilami královské gardy a oba mladé muže odzbrojí. Hyperméstřinou ctností je ale odzbrojen i Danaios, a když jej Hyperméstra nyní prosí o milost pro Lynkéa, Pleisthéna a Elpiniké, uznává svou mravní porážku a odevzdává království své dceři a Lynkéovi.